# 수 그래프턴
수 그래프턴(Sue Grafton, 1940년 4월 24일 ~ 2017년 12월 28일)은 미국의 소설가였다. 킨지 밀혼이 주인공으로 나오는 《알파벳 시리즈》의 저자로 잘 알려져 있다.